# Markus Weske

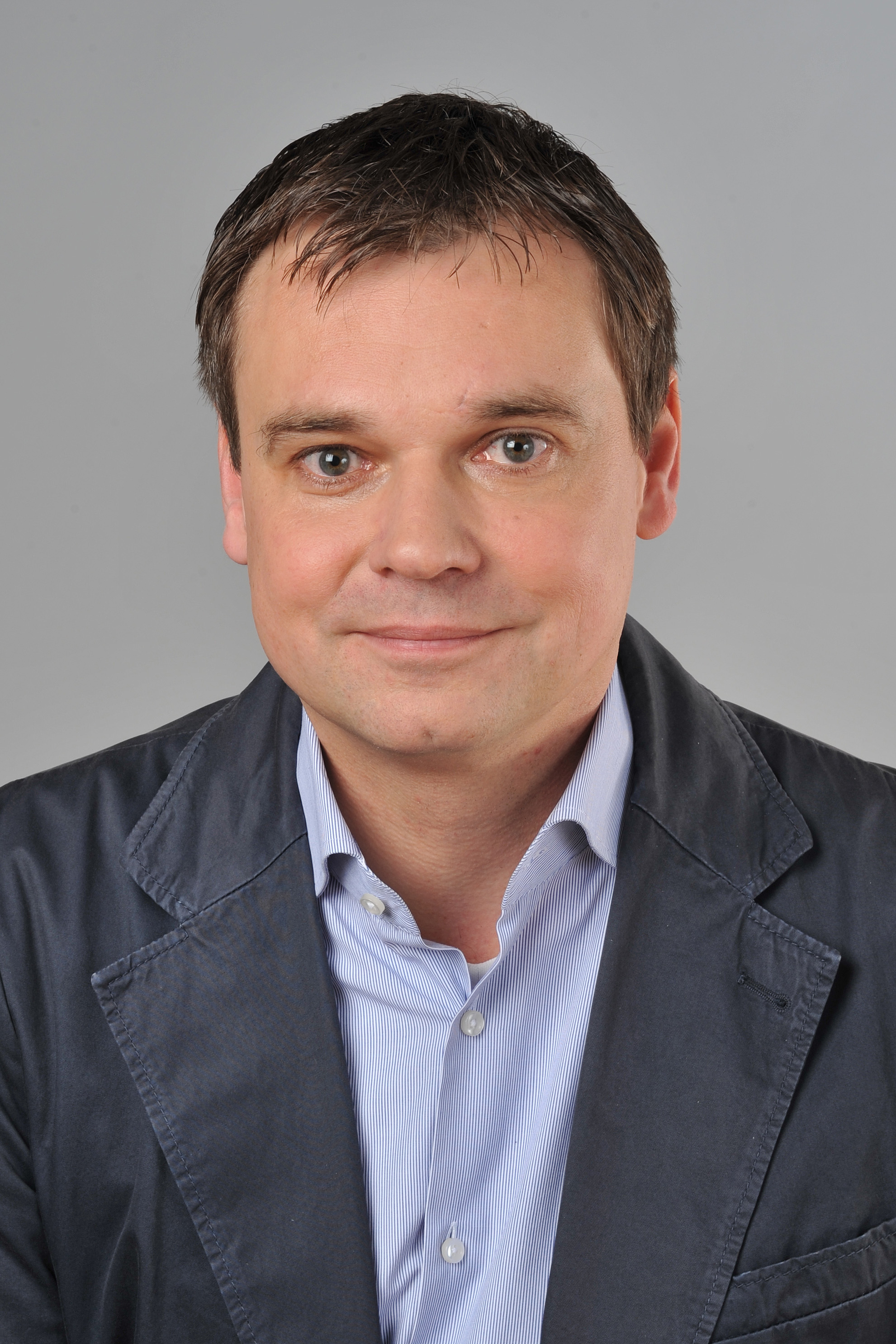
Markus Weske, November 2013

Markus Herbert Weske (* 16. September 1968 in Hilden) ist ein deutscher Politiker (SPD). Er war von 2012 bis 2022 Abgeordneter im Landtag von Nordrhein-Westfalen.

## Biografie
Markus Weske studierte nach Abitur und Zivildienst an der Heinrich-Heine-Universität Düsseldorf mit Abschluss als Diplom-Pädagoge. Weske ist verheiratet und hat zwei Kinder.

## Politik
Weske war von 1992 bis 2002 Wahlkreismitarbeiter von Brigitte Speth, anschließend von 2002 bis 2012 stellvertretender Pressesprecher der SPD-Fraktion im nordrhein-westfälischen Landtag. Bei der Landtagswahl in Nordrhein-Westfalen 2012 errang er ein Direktmandat im Landtagswahlkreis Düsseldorf I. In den 2017 gewählten Landtag zog er über die Landesliste ein. Bei der Landtagswahl 2022 verpasste er aufgrund des schwachen Ergebnisses der SPD den Wiedereinzug in den Düsseldorfer Landtag. Nach der Landtagswahl arbeitet Weske erneut als stellvertretender Pressesprecher und hat öffentlich angekündigt, bei der kommenden Wahl nicht mehr zu kandidieren, um einen Generationenwechsel zu ermöglichen.

## Positionen
Gemeinsam mit seinem grünen Abgeordneten-Kollegen Martin-Sebastian Abel hat er eine Reform der „lebenslangen Sofort-Renten“ für (Ober-)Bürgermeister und Landräte angestoßen. Die Initiative sieht vor, ausgeschiedenen Wahlbeamten auf Zeit – analog zu den Ansprüchen von Landtagsabgeordneten, Landes- und Bundesministern – künftig nach einem Anspruch auf ein Übergangsgeld erst mit dem Erreichen der Altersgrenze eine Pension auszuzahlen.